# Marie-Jeanne Lamartiniére
Marie-Jeanne Lamartiniére, känd som endast Marie-Jeanne, var en legendarisk haitisk soldat. Hon tjänstgjorde i den haitiska armén under den haitiska revolutionen.  
Lamartiniére tjänstgjorde i Slaget vid Crête-à-Pierrot 1802. Hon stred i manlig uniform och gjorde ett stort intryck på samtiden genom sin skönhet och orädda mod, och ska ha stärkt truppernas moral genom sin personliga tapperhet i strid. Hennes liv efter kriget är okänt, men en historia säger att hon en kort tid hade en relation med kejsar Jean-Jacques Dessalines, som beundrade hennes mod, och sedan gifte sig med officeren Larose. Detta är obekräftat, men eftersom historien härstammar från en av hennes fältkamrater från 1802 betraktas den som trovärdig.  
Många kvinnor tjänstgjorde i den haitiska armén under revolutionen men bara en handfull fick sina namn bevarade till eftervärlden: förutom Lamartiniere nämns också Victoria Montou och Sanité Belair.